# Вацлав Собеський
Вацлав Собеський (Вацлав Собєський, пол. Wacław Sobieski; 26 жовтня 1872, Львів — 3 квітня 1935, Краків) — польський історик, дослідник історії Польщі та Європи 16—18 ст., видавець джерел, суспільно-політичний діяч.

## Біографія
Народився у Львові в сім'ї гімназійного вчителя. Школу та гімназію закінчив у м. Ряшів (нині місто Підкарпатського воєводства, Польща). 1892—1896 вивчав історію в Ягеллонському університеті; згодом навчався у Відні, Лейпцизі (Німеччина; у К. Лампрехта) та Парижі (Франція). 1900 захистив докторську дисертацію на тему: «Rokosz Zebrzydowskiego jako walka z kontrreformacją i klerem, część I: Obwarowanie konfederacji warszawskiej na sejmie 1606 r.» (керівник — проф. В.Закшевський).
1901—1905 — працівник бібліотеки Ординації Замойських у Варшаві. Співзасновник (1905) і співредактор «Przeglądu Historycznego». 1905—1907 перебував у науковому відрядженні до архівів Франції та Великої Британії. 1908 на підставі праці «Zabiegi Dymitra Samozwańca o koroną polską» здобув габілітацію в Ягеллонському університеті. Від 1908 — приват-доцент, від 1910 — професор Ягеллонського університету. 1908—1910 працював у Архіві гродських і земських актів у Кракові. Член-кореспондент (1920), дійсний член (1928) АН у Кракові. Член Варшавського наукового товариства (1914), Королівського наукового товариства у Празі (Чехословаччина; 1927), Слов'янського інституту в Празі (1928), Угорського історичного товариства (1932). 1927—1934 — віце-президент Польського історичного товариства, 1927—1934 — голова його краківського відділення. Творець наукової школи (учні — Г.Барич, С.Бодняк, А.Стшелєцький, В.Чаплинський, О.Галецький, Л.Колянковський, А.Левак, К.Піварський та ін.).
Помер у м. Краків.

## Дослідження
Проблематика масових релігійних рухів у Польщі на широкому європейському тлі:
- «Rola jezuitów w dziejach Rzeczypospolitej Polskiej» (1901),
- «Nienawiść wyznaniowa tłumów za rządów Zygmunta III» (1902),
- «Trybun ludu szlacheckiego» (1905),
- «Polska a hugenoci po nocy św. Bartolomieja» (1910).

Польсько-європейські відносини:
- «Henryk IV wobec Polski i Szwecji 1602—1610» (1907),
- «Źółkiewski na Kremliu» (1920),
- «Walka o ujście Wisły» (1918).

Зламні періоди європейського та польського минулого:
- «Szkice historyczne» (1904),
- «Studia historyczne» (1912),
- «Pamiętny sejm», (1913),
- «Kościuszko w Ameryce: Zjednoczenie ideałów Polski i Ameryki» (1918),
- «Dzieje rewolucji angielskiej» (1922),
- «Polska pod rządami królów elekcyjnych do Stanisława Augusta» (1930).

Один із творців ідеології нової краківської історичної школи («Lelewel a szkoła krakowska» (1896), «Optymizm i pesymizm w historizofii polskiej» (1908)).
Автор синтетичної праці «Dzieje Polski» (т. 1—3, 1923—1925). Видав «Archiwum Jana Zamoyskiego» (т. 1, 1904).